# Мамедбекова, Лейла Алескер кызы
Ле́йла Алескеровна Мамедбе́кова (Мамедбейова) (азерб. Leyla Ələsgər qızı Məmmədbəyova; 17 сентября, 1909, Баку — 4 июля 1989, Баку) — советская лётчица, первая лётчица-азербайджанка, а также первая женщина-лётчик в Азербайджанской ССР, на Кавказе и на всём Востоке.
Вторая в СССР женщина-парашютист. В 1931 году окончила Бакинскую, а в 1933 году — Московскую школу авиации. Победительница соревнования по прыжкам с парашютом среди представителей закавказских республик (1934).
В годы Великой Отечественной войны готовила десантников-парашютистов, была начальником планерно-парашютного клуба Азербайджанской ССР. После войны была командиром отряда в Бакинском аэроклубе, работала заместителем председателя комитета ДОСААФ города Баку.

## Биография
Лейла Мамедбекова родилась в семье революционера Алескера Зейналова, соратника Наримана Нариманова. По национальности — азербайджанка. Она потеряла маму в довольно раннем возрасте. В годы революции, когда Лейла была еще ребёнком и не привлекала внимание жандармов, ей поручали доставлять письма и документы по нужным адресам.
Мамедбекова получила профессиональное образование в Бакинском аэроклубе и совершила свой первый полёт в 1931 году. В авиаклуб Мамедбекова поступила, уже будучи матерью двух детей и работая на ткацкой фабрике. В этом же году, 6 августа, она окончила Бакинскую школу авиации. Это был первый выпуск Бакинской авиашколы.
С 1932 года она продолжила обучение в Тушинском лётном училище в Москве. 17 марта 1933 года Мамедбекова добровольно спрыгнула с парашютом с борта самолёта У-2, став второй, после Нины Камневой, женщиной-парашютистом в Советском Союзе. Первый прыжок мог бы стать для нее и последним. Девушка запуталась ногами в стропах, и парашют не раскрылся. Не потеряв мужества, она дернула за второе кольцо и успешно приземлилась, хотя на земле уже думали, что она разобьется. В этом же году она окончила Московскую школу авиации.
«Своей жизнью она сломала стереотип о мусульманских женщинах, типичный для Азербайджана — страны, в которой женщины получили право голосовать раньше, чем в США», — говорится в статье американского издания Huffington Post, которое указало имя азербайджанской летчицы Лейлы Мамедбековой среди известных женщин-пилотов, принимавших участие в войне.
В 1934 году она стала победительницей соревнования по прыжкам с парашютом среди представителей закавказских республик. В связи с 15-летней годовщиной Азербайджанской ССР награждена орденом «Знак Почета» (27.01.1936). К 1941 году Мамедбекова была уже майором авиации. В дальнейшем она готовила авиационные кадры в Бакинском аэроклубе.
В 14 лет Лейла выйдет замуж за 19-летнего Бахрама Мамедбекова. В годы Великой Отечественной войны Мамедбековой как матери четырёх несовершеннолетних детей (всего их у неё было шесть) было отказано идти на фронт. Бакинский аэроклуб был закрыт, но Мамедбекова добилась разрешения открыть курсы десантников и парашютистов, где она за годы войны подготовила около 4 тысяч парашютистов-десантников и сотни лётчиков. За это она была награждена медалью «За доблестный труд», причем награду утверждал сам Верховный Совет СССР. В 1943 году была начальником планерно-парашютного клуба Азербайджанской ССР.
Двое из её подопечных, Адиль Кулиев и Николай Шевердяев впоследствии стали Героями Советского Союза. В течение 10 лет она возглавляла эскадрилью Советской армии.

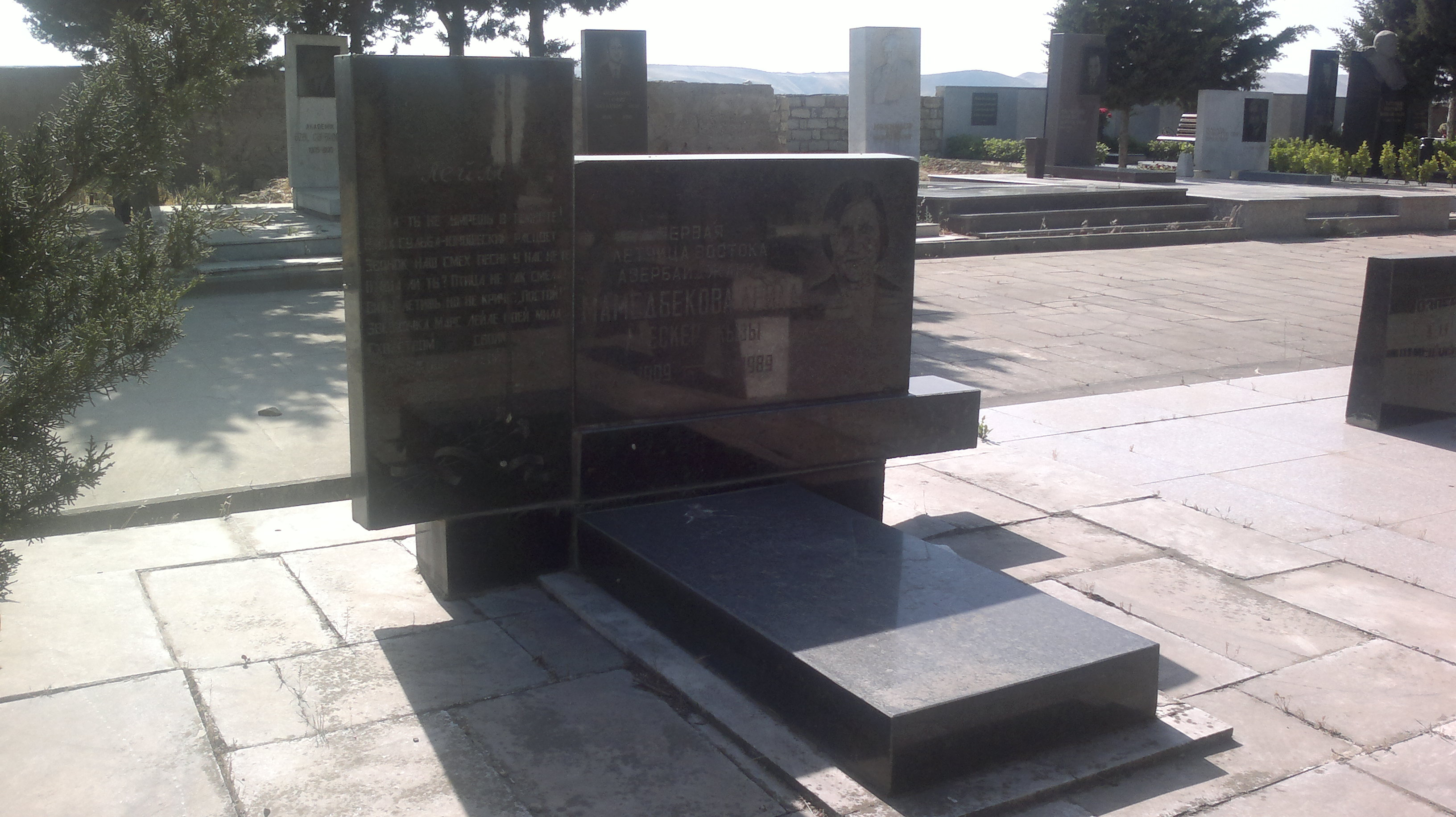
Могила Лейлы Мамедбековой на II Аллее почётного захоронения в Баку

После войны Мамедбекова была командиром отряда в Бакинском аэроклубе. Свой последний полёт она совершила в 1949 году.
До выхода на пенсию в 1961 году она работала заместителем председателя бакинского филиала ДОСААФ, где в ее обязанности входили частые поездки на аэродромы, организация соревнований планеристов, парашютистов.
После выхода на пенсию продолжала участвовать в общественной деятельности.
Умерла на 80-м году жизни. Похоронена в Баку на II Аллее почётного захоронения. На надгромном камне Мамедбековой были написаны следующие слова из посвящённого ей стихотворения Самеда Вургуна «Лейла» в переводе Аделины Адалис:
Лейла, ты не умрешь в темноте!
Наша судьба — юношеский расцвет,
Звонок наш смех, песни у нас не те.
Птица ли ты? Птица не так смела!
Вижу — летишь, но не кричу — постой!
Звездочка Марс Лейле моей мила
Сходством своим с красноармейской звездой.

### Семья
Муж Бахрам Мамедбеков.
Сыновья Фируд-бек (1925—2007) — воевал в Великой Отечественной войне, Рустам (ум. 1993), Вагиф, Ханлар — воевал в Первой карабахской войне.
Дочери Эльмира, Земфира.

## Награды
Была награждена орденом «Знак Почёта» и медалями.

## Память

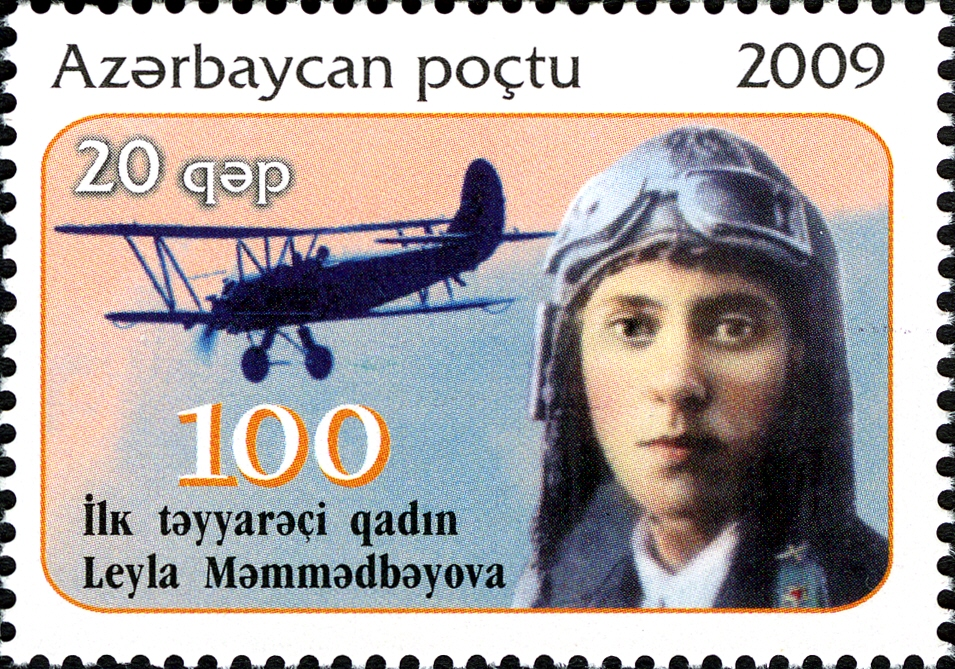
Почтовая марка Азербайджана, 2009 год

- Ещё при жизни Лейле Мамедбековой было посвящено множество стихотворений и кинофильмов, в том числе и написанное в 1935 году Самед Вургуном стихотворение «Лейла».
- Поэт Микаил Мушфиг в 1933 году написал поэму «Афшан», годом позже — поэму «Шойля».
- В 1934 году был снят немой художественный фильм «Исмет» о судьбе первой мусульманской летчицы. Мамедбекова была прообразом героини фильма[9] и сама принимала в фильме участие как каскадёр, исполняя трюки в небе, в том числе — «мертвую петлю». Тем самым, Мамедбекова стала и первой в Азербайджане женщиной-каскадёром[12]. Толчком для написания сценария фильма явилась встреча работавшего в кинохронике режиссёра Микаила Микаилова с Мамедбековой, которая произвела на режиссера неизгладимое впечатление[9].
- В 1995 году о ней был снят документальный фильм «Лейла» (из серии фильмов «Наши великие сыновья и дочери», реж. Назим-Рза Исрафилоглы[азерб.]).
- Известная художница Александра Якушева, близкий друг летчицы, написала портрет, который в 1933 году приобрел Музей Революции в Москве.
- В 2009 году была выпущена почтовая марка Азербайджана, посвященная Мамедбековой.
- Именем Мамедбековой названа улица в посёлке имени Бакиханова в Баку.